# The Sixpounder

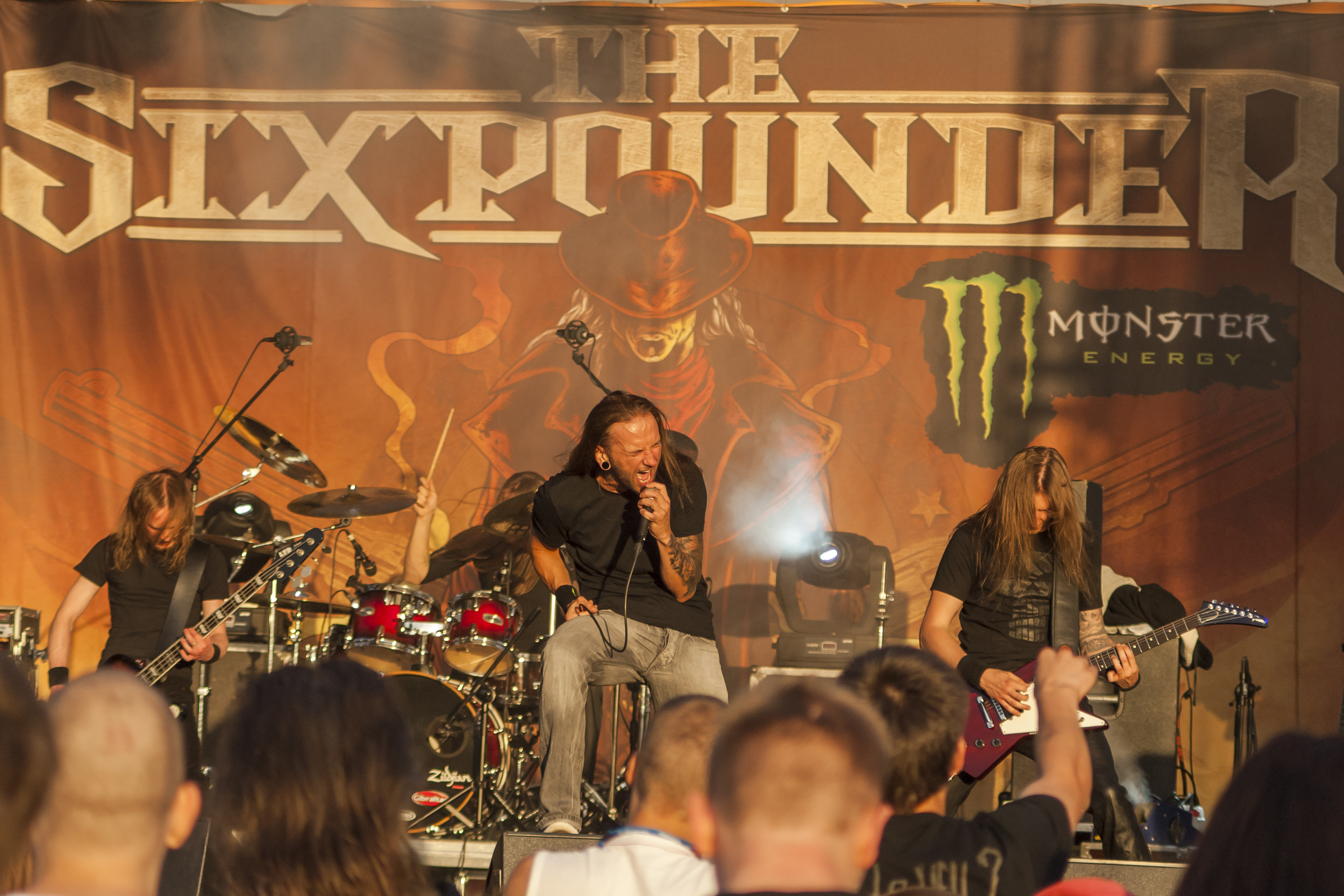
A Sixpounder 2014-ben

A The Sixpounder egy lengyel heavy metal csapat, amelyik 2008-ban alakult, Lengyelországban.

## Története
A zenekart még 2008-ban alapította Frantic Phil énekes és Paul Shrill gitáros. A zenéjükben a rockot és a metalt szeretnék ötvözni, ám az utóbbiból picit több van az együttes zenéjében. Nagyon sok díjat és versenyt nyertek. Egy ilyennek köszönhetően 2010-ben felléphettek a Wacken Open Air fesztiválon, mivel megnyerték a Wacken Metal Battle-t.
A Promo 2010 címet viselő, három számot tartalmazó EP még 2010 márciusában jelent meg. Ezer darabot osztogattak szét/adtak el belőle.
2011-ben szerzői kiadásban megjelent az első albumuk, a Going to Hell? Permission Granted!. Időközben egyre több kiadó figyelt fel a zenészekre, így az egyik legnagyobb kiadóhoz, az Universal-hoz szerződtek, és újra kiadták a CD-t.

## Diszkográfia
- Going to Hell? Permission Granted! (2011)